# Duplicate (film)
Duplicate è un film indiano del 1998 diretto da Mahesh Bhatt. Protagonisti del film sono Shahrukh Khan, in un doppio ruolo al fianco di Juhi Chawla e Sonali Bendre. È il primo di cinque film in cui Bhatt ha collaborato con la casa di produzione Dharma Productions.